# Eupogonius nigrinus
Eupogonius nigrinus är en skalbaggsart som först beskrevs av Bates 1866.  Eupogonius nigrinus ingår i släktet Eupogonius och familjen långhorningar. Inga underarter finns listade i Catalogue of Life.